# 謝雄
| 姓名         | 謝雄               |
| 出身地       | -                  |
| 職官         | 将（諸葛亮の部将） |
| 陣営・所属等 | 劉禅               |
| 家族・一族   | -                  |

謝 雄（しゃ ゆう）は、中国の通俗歴史小説『三国志演義』に登場する架空の人物。
蜀漢の諸葛亮の部将として登場。第二次北伐に従軍し、郝昭が守る陳倉に攻めあぐねているうちに、魏の曹真率いる援軍が現れる。諸葛亮は謝雄に迎撃を命じ、副将に龔起を付けて出陣させたが、先鋒の王双と一騎打ちして瞬く間に討ち取られる。副将の龔起もすぐに王双に討ち取られる。